# James Van Ness
James Van Ness (1808, Burlington – 28 de dezembro de 1872) foi um político dos Estados Unidos. Foi o sétimo prefeito de São Francisco entre 1855 a 1856.